# Mary Ellen Bute
Mary Ellen Bute (Houston, 21 de noviembre de 1906- Nueva York, 17 de octubre de 1983) fue una pionera del cine animación, productora y directora estadounidense.Fue una de las primeras cineastas experimentales y la creadora de algunas de las iniciales imágenes cinematográficas generadas electrónicamente. Su especialidad era la música visual. Mientras trabajaba en Nueva York entre 1934 y 1958, Bute realizó catorce cortometrajes musicales abstractos. Muchos de ellos se proyectaron en salas de cine tradicionales, como el Radio City Music Hall, generalmente antes de una prestigiosa película. Varias de sus películas abstractas formaron parte de su serie Seeing Sound. 

## Trayectoria
Tras su paso por la Academia de Bellas Artes de Pensilvania, Bute se matriculó en iluminación escénica en la Escuela de Teatro de la Universidad de Yale donde estudio la tradición de los medios cromáticos para pintar con luz.Trabajó con Leon Theremin y Thomas Wilfred, y también se interesó por las películas de animación abstracta de Oskar Fischinger. En Bute existen dos modos relativamente distintos de hacer cine, por un lado  creó una serie de películas abstractas que exploran la relación entre el sonido y la imagen en el cine, y por otro un cuerpo de obras centradas en la relación entre el lenguaje y el cine a través de la adaptación de fuentes literarias. 
Bute comenzó su carrera cinematográfica colaborando con Joseph Schillinger en la animación de representaciones visuales de música. Sus últimas películas las realizó con el director de fotografía Ted Nemeth, con quien se casó en 1940.
En 1932, antes de comenzar su carrera cinematográfica, Bute impartió una conferencia en la Sociedad Musicológica de Nueva York  titulada 'La luz como material artístico y su posible sincronización con el sonido'. En esta charla habló sobre las principales tendencias en la pintura, que giraban hacia la abstracción y el dinamismo, y proponía un arte más cinético que buscara soluciones en la música. Sin embargo, argumentaba que no había relación entre la música y las formas visuales, su principal área de estudio. Así, concluyó que aunque la composición musical podía ofrecer lecciones útiles para crear formas de arte cinético con luz, no debería ser un factor determinante. Quería crear nuevas formas de arte, en lugar de ampliar las preexistentes. Esta conferencia puede ilustrar su primera película terminada, Rhythm in Light (Ritmo en la luz, 1934), una película en blanco y negro de 5 minutos de duración ambientada en la Suite Pier Gynt de Edvard Grieg. 
En los años sesenta y setenta, Bute trabajó en dos películas que no llegaron a terminarse: una adaptación de la obra de Thornton Wilder de 1942, The Skin of Our Teeth, y una película sobre Walt Whitman con el título provisional Out of the Cradle Endlessly Rocking. Su última película, inspirada en James Joyce, fue Passages from Finnegans Wake, un largometraje de acción real producido y dirigido por Bute, realizado a lo largo de casi  tres años, entre 1965 y 1967, ganador de un premio en el  Festival de Cine de Cannes. 
Bute murió de insuficiencia cardíaca en el Centro Médico Cabrini, Nueva York. Le faltaban cinco semanas para cumplir 77 años. Seis meses antes, el 4 de abril, recibió un homenaje especial y una retrospectiva de sus películas en el Museo de Arte Moderno.
La obra de Bute formó parte de la exposición Mujeres en la abstracción de 2021 en el Centro Pompidou.En 2024, el Museo George Eastman expuso Mary Ellen Bute: Rhythms in Light, una colección de cinco de sus películas: Rhythm in Light (1934) 5 minutos; Spook Sport (1939) 9 minutos; Tarantella (1940) 5 minutos, Rhapsodie (1948) 6 minutos y Abstronic (1952) 7 minutos. 

## Filmografía
| - Synchromy (1933). - Rhythm in Light (1934) (b&w, 5 min.). - Synchromy No. 2 (1935). Música: Evening Star de Tannhäuser, Richard Wagner. - Dada (1936). Universal Newsreel. (b&w, 3-min). - Parabola (1937). Música: Creación de Darius Milhaud (b&w, 9 min.). - Escape (1937). Música:Toccata en D Menor de J.S. Bach (color, 4.5 min.). - Spook Sport (1939). Música: Danza macabra de Camille Saint-Saëns. Animación de Norman McLaren (color, 8 min). - Tarantella (1940), Animación de Norman McLaren (color, 5 mins). - Polka Graph (1947). Polca, La edad de oro, de Dmitri Shostakovich (color, 4.5 mins). | - Color Rhapsody (1948). - Imagination (1948). - New Sensations in Sound (1949),color, 3[anuncio para RCA]. - Pastorale (1950), Bach's Sheep May Safely Graze color (9 mins). - Abstronic (1952), Hoe Downde Aaron Copland y Don Gillis's Ranch House Party (color,7 mins). - Mood Contrasts (1953), color, 7 mins. - The Boy Who Saw Through (1956). Protagonizada por Christopher Walken (productora), b/n 25 mins. - Passages from James Joyce's Finnegans Wake (1965-67), b&w, 97 mins. (directora y coguionista), proyectada en Festival Internacional de Cine de Canes. |